# Jan Szczepan Kurdwanowski
Jan Szczepan Kurdwanowski (w źródłach obcojęzycznych także Jan Stefan Ligenza Kurdwanowski; ur. 26 grudnia 1680 w Radzanowie, zm. 21 czerwca 1780 w Lunéville) – polski i francuski fizyk, członek Pruskiej Akademii Nauk i oficer wojskowy. Jeden z dwóch polskich współtwórców Encyclopédie, przez wiele lat dworzanin króla Stanisława Leszczyńskiego i jego żony. W schyłkowym okresie życia wstąpił do francuskiej armii królewskiej, w której dosłużył się stopnia podpułkownika.

## Życiorys
Urodził się 26 grudnia 1680 w rodzinnej posiadłości w Radzanowie, w rodzinie szlacheckiej. Jego ojciec nosił tytuł łowczego na dworze królewskim. Kurdwanowski sam również dołączył do dworu króla Polski Stanisława Leszczyńskiego, gdzie otrzymał tytuł łożniczego. W 1751 Kurdwanowski otrzymał obywatelstwo francuskie.
Jako fizyk 28 czerwca 1753 został wybrany na członka Pruskiej Akademii Nauk. Kurdwanowski nadesłał do redakcji Encyclopédie artykuł z pogranicza geometrii i fizyki na temat stosów przedmiotów. W swoim artykule wyjaśniał prosty sposób liczenia kulistych przedmiotów ustawionych w stosy, takich jak kule armatnie. Jego artykuł został następnie rozbudowany przez Louisa de Jaucourt i Guillaume Le Blonda. Tym samym Kurdwanowski został jednym z zaledwie dwóch Polaków, których teksty ukazały się na łamach pierwszej encyklopedii nowożytnej; drugim był książę Michał Kazimierz Ogiński, autor hasła o lirach.
Gdy król Stanisław objął tron Lotaryngii i Baru, Kurdwanowski podążył za nim do Francji i pozostał dworzaninem w jego służbie, a następnie na dworze jego żony, królowej Katarzyny Opalińskiej. Żoną Kurdwanowskiego została Zofia Salomea, z domu Miłkowska, również członkini dworu królowej.
W późniejszym okresie życia Jan Szczepan Kurdwanowski wstąpił do Armii Francuskiej. Początkowo służył jako dowódca batalionu piechoty w randze kapitana. Z czasem wspiął się po szczeblach kariery i w końcu został awansowany do stopnia podpułkownika. Zmarł 21 czerwca 1780 roku w mieście Lunéville.